# Очоа, Кристина
Кристи́на Очо́а (англ. Cristina Ochoa, род. 25 января 1985, Барселона) — испанская актриса, морской биолог и писатель.

## Биография
Кристина является внучатой племянницей Нобелевского лауреата Северо Очоа и дочерью известного скульптора Виктора Очоа. Она выросла в окружении людей, принадлежащих как к научному, так и артистическому мирам.
Изучала морскую биологию в университете Лас-Пальмас-де-Гран-Канария, университете Джеймса Кука и Национальном университете дистанционного образования. Член Менса с 2009 года.
Статьи Очоа публиковались в испанском Vogue и журнале H. В журнале El Imparcial она ведёт ежемесячную колонку.

## Личная жизнь
С 2013 по 2015 год состояла в отношениях с Нейтаном Филлионом.

## Фильмография
| Год          |     | Русское название     | Оригинальное название      | Роль               |
| ------------ | --- | -------------------- | -------------------------- | ------------------ |
| 2008         | с   |                      | La que se avecina          | неизвестно         |
| 2009         | тф  |                      | Contáct@me                 | Габриэла           |
| 2011         | кор |                      | Stay with Me               | Андреа             |
| 2011         | с   | Я ненавижу свою дочь | I Hate My Teenage Daughter | Доминика           |
| 2012         | с   | Американская семейка | Modern Family              | медсестра          |
| 2014         | с   | Матадор              | Matador                    | Карен Моралес      |
| 2016 — н. в. | с   | Царство животных     | Animal Kingdom             | Рен Рендалл        |
| 2017         | с   | Кровавая езда        | Blood Drive                | Грейс Д’Аргенто    |
| 2017—2018    | с   | Доблесть             | Valor                      | офицер Нора Мадани |
| 2018 — н. в. | с   | Миллион мелочей      | A Million Little Things    | Эшли               |